# Felicia Gilboa

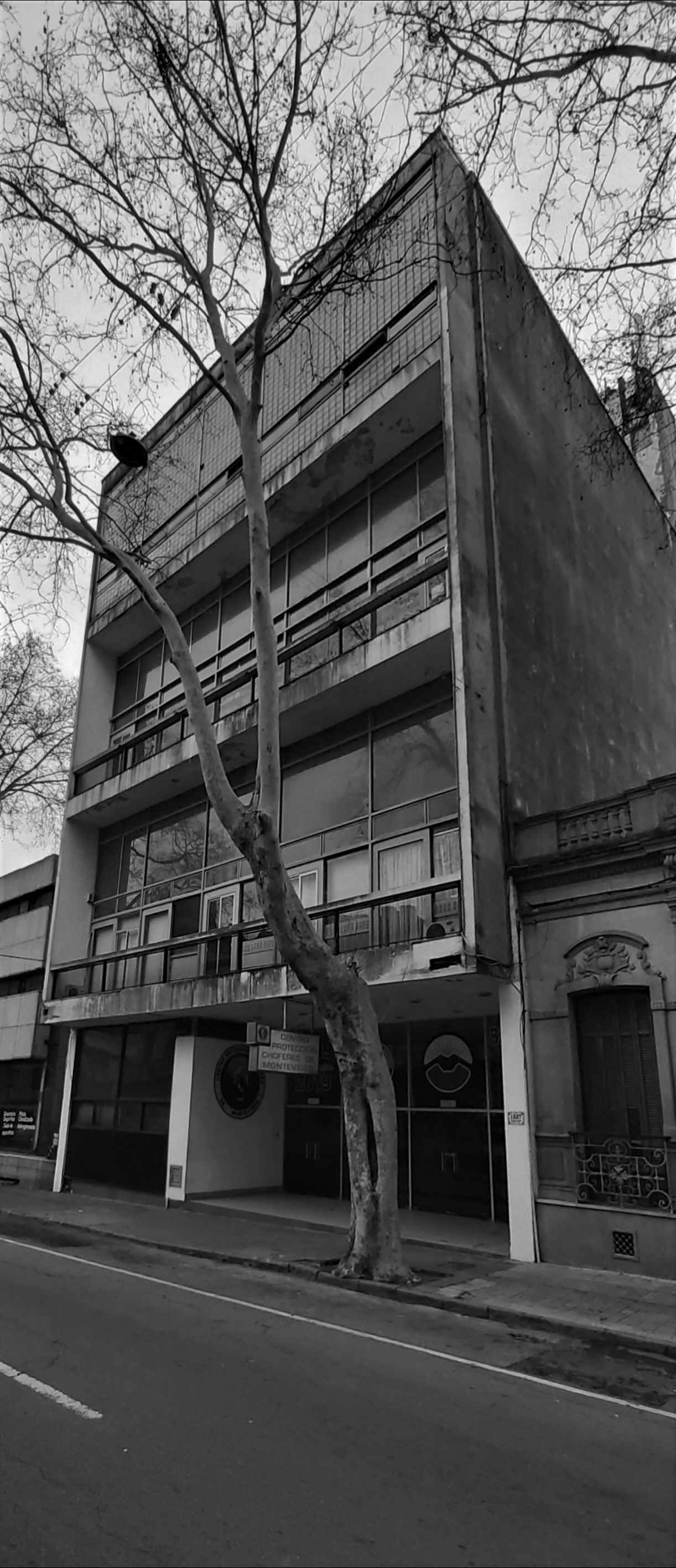
Jorge Bisogno, Carlos Reverdito, Felicia Gilboa, Hugo Rodríguez Juanotena.Edificio Centro de Protección de Choferes, Montevideo

Felicia Gilboa (Lituania, 1928 - Uruguay, 1999) fue una arquitecta uruguaya. Ha sido profesora titular de FARQ-UdelaR (Uruguay). Fue directora del Instituto de la Construcción de Edificios (ICE-FArq).

## Primeros años
Felicia Gilboa nació en Lituania en 1928. Se tituló de arquitecta en 1945, en la Facultad de Arquitectura de la Universidad de la República (FArq -actualmente FADU-, UdelaR). Complementó su formación de grado en temas de cálculo y estabilidad de las construcciones.

## Trayectoria
Desarrolló su actividad profesional y académica con énfasis en cálculo estructural vinculado al proyecto, estando estrechamente relacionada con la actividad del arquitecto Carlos Reverdito con quien tuvo un vínculo académico, laboral y de pareja durante casi cincuenta años.
A causa de la dictadura militar junto a su familia se exilia en Italia, y posteriormente en Francia donde continúa su actividad universitaria y profesional centrada en la ciudad de Estrasburgo. A inicios de los años ochenta participa en la consolidación de la enseñanza universitaria de arquitectura en África, desafío que durante casi un lustro, la lleva a viajar periódicamente a dicho continente.
Con la vuelta a la Democracia en 1985, regresa a Uruguay, reintegrándose a la Facultad de Arquitectura de UdelaR, revistiendo como Profesora Titular en el curso de Estabilidad de las Construcciones 1 y 3; y en el Instituto de la Construcción de Edificios (ICE), donde sería directora hasta su fallecimiento en 1999, siendo la primera mujer que se tenga registro en ocupar dicho cargo.
Tuvo intensa actividad en enseñanza, investigación y extensión universitaria, signada por una postura de fuerte compromiso ético y político enfocado a la mejora de la calidad del hábitat social. Destaca su participación como responsable del Proyecto de Fortalecimiento Institucional en la temática de la Vivienda Social (PROFI), así como la propuesta e implementación del curso de Introducción a la Tecnología, que al inicio de la carrera de arquitecto, ofrecía una aproximación integral a temas de construcción, acondicionamiento y estabilidad de las construcciones. 
Participó en numerosas publicaciones, destacando folletos de divulgación en temas de estabilidad de las edificaciones. Entre otras obras, destaca su participación en el cálculo de los proyectos: ampliación del Estadio de la ciudad de Rivera (Uruguay) en el marco de los preparativos de la Copa América 1995, Toneles de la Bodega Spinoglio (Canelones, Uruguay) y en el apoyo al cálculo de puentes sobre la autopista en las cercanías de Mulhouse (Francia).

## Reconocimientos
En su actividad profesional, destaca su trabajo asociado a los arquitectos Bisogno, Reverdito y Rodríguez Juanotena, con quienes obtuvo el primer premio en el Concurso para la Sede del Centro de Protección de Choferes (Montevideo, 1958). Con posterioridad, asociada con los arquitectos Chao, Daners, Mato y Reverdito, obtuvo el primer premio en el Concurso Público de Anteproyectos para el Conjunto Habitacional “Piloto 70” convocado por la Dirección Nacional de Vivienda, que requería la definición de 1800 viviendas con servicios comunitarios e infraestructura, en el predio que ocupara el ex-Hospital Fermín Ferreira, proyecto finalmente no construido.
Su artículo introductorio al trabajo, "Tecnologías adecuadas a la vivienda de interés social", obtuvo Mención al Mérito en el Premio Liguria de Tecnología para el Desarrollo otorgado por el Centro Internazionale de Cultura per lo sviluppo dei pópoli, de Génova, Italia, en 1988.